# Гампопа
Гампопа или Дакпо Римпоче (на тибетски: དྭགས་པོ་ལྷ་རྗེ་ dwags-po lha-rje, Кит.: 達保哈解) (1079 – 1153) – изтъкнат учител, държател на линията Кагю на тибетския будизъм, автор на многобройни авторитетни съчинения, ученик на Миларепа.
Като млад Гампопа бил забележителен лекар в областта Дакпо докато не губи семейството си в епидемия. Тогава той става монах и изцяло отдава живота си на будистка практика. Отначало той се обучава в традицията Кадампа и получава учението Ламрим – постепенния път. След това, подтикнат от необичайни сънища Гампопа започва интензивно да търси Миларепа, когото приема за свой Учител. Търсенията се оказват трудни и продължителни. Разпознал в него специални качества, Миларепа го приема с голяма радост и го посвещава в пълната приемственост на линията.
Гампопа става основен приемник на Миларепа заедно с Речунгпа, който продължил живота си на странстващ йогин, докато Гампопа основава манастири, започва активно да преподава и да развива основите на монашеската практика на линията. Той написва голям брой съчинения, провежда огромна организаторска работа и има хиляди ученици.
Той обединява постепенния път на Кадампа и Махамудра, получена от Миларепа, и определя основите на ученията в Кагю във вида, в който ги познаваме днес.
Четирите му основни ученици основават четирите подшколи на линнията Кагю:
- Баром Дхарма Вангчук основал Баром Кагю
- Пхагмо Друпа Дордже Гялпо основал Пагдру Кагю
- Шанг Цалпа Цонгдру Драг (1121 – 1193) основал Цалпа Кагю
- Първият Кармапа Дюсум Кхиенпа (1110 – 1193) основал Карма Кагю, също така известна като Камцанг Кагю